# Lázadás
A lázadás az állam elleni bűncselekmények csoportjába tartozó bűncselekmény, amely tömegzavargásban való részvétellel kapcsolatos. A magyar büntetőjogban nem azonos a zendüléssel,  amely a katonai bűncselekmények közé tartozik.

## A hatályos szabályozás
A 2012. évi C. törvény 256. §-a szerint, aki olyan tömegzavargásban vesz részt, amelynek közvetlen célja, hogy
- a) az Országgyűlést,
- b) a köztársasági elnököt,
- c) a Kúriát vagy
- d) a Kormányt

az Alaptörvényben meghatározott jogköre gyakorlásában erőszakkal vagy ezzel fenyegetve akadályozza, vagy intézkedésre kényszerítse, bűntett miatt két évtől nyolc évig terjedő szabadságvesztéssel büntetendő.
Aki az előző bekezdésben meghatározott tömegzavargást szervez vagy vezet, öt évtől tizenöt évig terjedő szabadságvesztéssel büntetendő.

Aki lázadásra irányuló előkészületet követ el, egy évtől öt évig terjedő szabadságvesztéssel büntetendő.
Nem büntethető lázadás miatt az a résztvevő, aki a tömegzavargást önként vagy a hatóság felhívására az erőszakos cselekmények megkezdése előtt elhagyja.

## Jellemzői
- Jogi tárgy: az alkotmányos rend; az intézmények és azok zavartalan működése.
- Elkövetési tárgy: az Országgyűlés, a köztársasági elnök, a Kúria, vagy a Kormány. Ezen szervek szervezete illetve alkotmányos jogköre ellen irányul a cselekmény. Amennyiben a felsoroltak személyiségi joga sérül, akkor az elkövetők ezért is felelnek.
- Elkövetési magatartás: tömegzavargásban részvétel, szervezés, vezetés. Zavargás valamely kisebb vagy nagyobb létszámú csoportosulás nyílt, rendbontó fellépése. Tömeghez általában 15-20 ember részvétele szükséges. Részvételnek számít a bűncselekménnyel összefüggő minden aktív magatartás az akció eredményének teljes vagy részleges ismeretével. Tömegzavargást szervező az a személy, aki létrehozza a tömegzavargást, vagy a már létrejött csoportosulást államellenes célúvá alakítja. Tömegzavargás vezetője általában a szervező, de lehet más is.

Bűncselekmény abban az esetben állapítható meg, ha a fentebb felsorolt testületeknek vagy személyeknek erőszakkal vagy azzal fenyegetve történő megakadályozása alkotmányos jogkörük gyakorlásában, illetve intézkedésre kényszerítésük.
- Befejezettség: mivel a bűncselekmény immateriális jellegű, ezért elegendő, ha megindul a tömegzavargás. Kísérlete kizárt. Előkészületét a törvény külön rendeli büntetni.
- Alany: bárki lehet. A szervező, a vezető, és a résztvevő tettesnek minősül. Felbujtó és bűnsegéd bárki lehet.
- Szándékosság: csak szándékosan követhető el, méghozzá kizárólag egyenes szándékkal (államellenes célzat).
- Önkéntes elállás: ha a résztvevő a tömegzavargást önként vagy a hatóság felhívására az erőszakos cselekmények megkezdése előtt elhagyja, nem büntethető. A szervezőre és a vezetőre ez a kitétel nem vonatkozik.